# Župnija Velike Poljane
Župnija Velike Poljane je bila rimskokatoliška teritorialna župnija dekanije Ribnica nadškofije Ljubljana do 31. 12. 2019.